# Augusta Raurica
Augusta Raurica, ook wel bekend als Colonia Augusta Rauracorum, was een Romeinse nederzetting aan de zuidoever van de Rijn, ca. 10 km ten oosten van Bazel nabij Augst en Kaiseraugst. Rond 200 woonden er ca. 10.000 mensen. De stad hield stand tot 260 toen zij door de invallende Alemannen werd verwoest. Na de herbouw verloor de stad vanaf de 7e eeuw aan betekenis en raakte definitief in verval. Al in de 16e eeuw werden eerste opgravingen gedaan, maar meer grootschalige onderzoekingen en opgravingen volgden na 1850 en 1930.
Sinds 1955 fungeert het gebied als archeologisch park met een openluchtmuseum dat voor het publiek toegankelijk is. Er zijn nog veel resten te bewonderen, waaronder het Romeins theater, het amfitheater en een aantal Romeinse tempels. Ook bevindt er zich een museum. In 1961 werd er een zilverschat ontdekt daterend van rond het jaar 350.
In 2021-2022 werd bij de bouw van een botenhuis aan de Rijn een Romeins gladiatorentheater gevonden uit de 4e eeuw, waarschijnlijk een van de laatste die zijn gebouwd.